# Lauren Newton

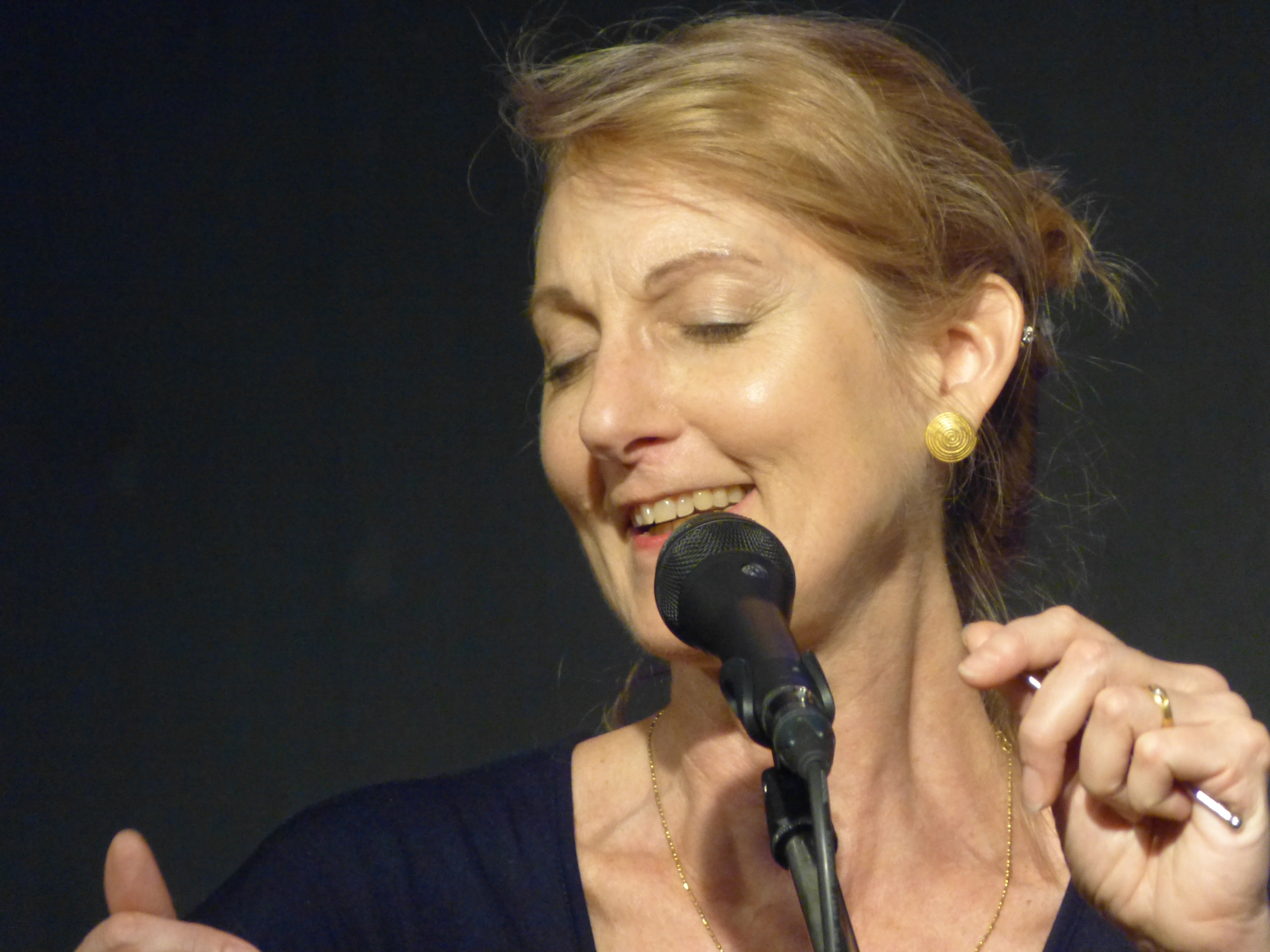
Lauren Newton (2015 im Loft (Köln))

Lauren Amber Newton (* 16. November 1952 in Coos Bay, Oregon) ist eine US-amerikanische Sängerin (Jazzgesang, improvisierte und Neue Musik), Komponistin und Hochschullehrerin. Die Sängerin ist eine der wichtigen Vokalisten des Jazz und nach Peter Rüedi „eine der bedeutendsten zeitgenössischen Vokal-Improvisatorinnen.“ Sie hat „einen instrumental und vor allem perkussiv orientierten Stil entwickelt, der in seiner technischen Perfektion, der stimmlichen Dimensionierung, aber auch durch die Phantasie, mit der sie musikalische Materialien überraschend kombiniert“, bis heute unvergleichbar ist.

## Leben und Wirken
Newton studierte bis 1975 an der University of Oregon und anschließend bis 1977 bei Sylvia Geszty an der Musikhochschule in Stuttgart Gesang sowie ergänzend Komposition und Neue Musik bei Franz Zubal und Erhard Karkoschka. Während des Studiums ging sie mit der Frédéric Rabold Crew auf Tournee, absolvierte mit ihr erfolgreiche Festivalauftritte (z. B. Deutsches Jazzfestival Frankfurt 1974) und war an deren Schallplattenaufnahmen beteiligt. 1979 wurde sie die Sängerin des Vienna Art Orchestra, mit dem sie bis 1989 zahlreiche Festivals und Tourneen auf vier Kontinenten bestritt und 17, z. T. wichtige Platten einspielte (z. B. Tango from Obango und From No Time to Ragtime). Gemeinsam mit Bobby McFerrin, Jeanne Lee, Urszula Dudziak und Jay Clayton bildete sie 1982 den Vocal Summit (CD, Fernsehsendung, Tournee).

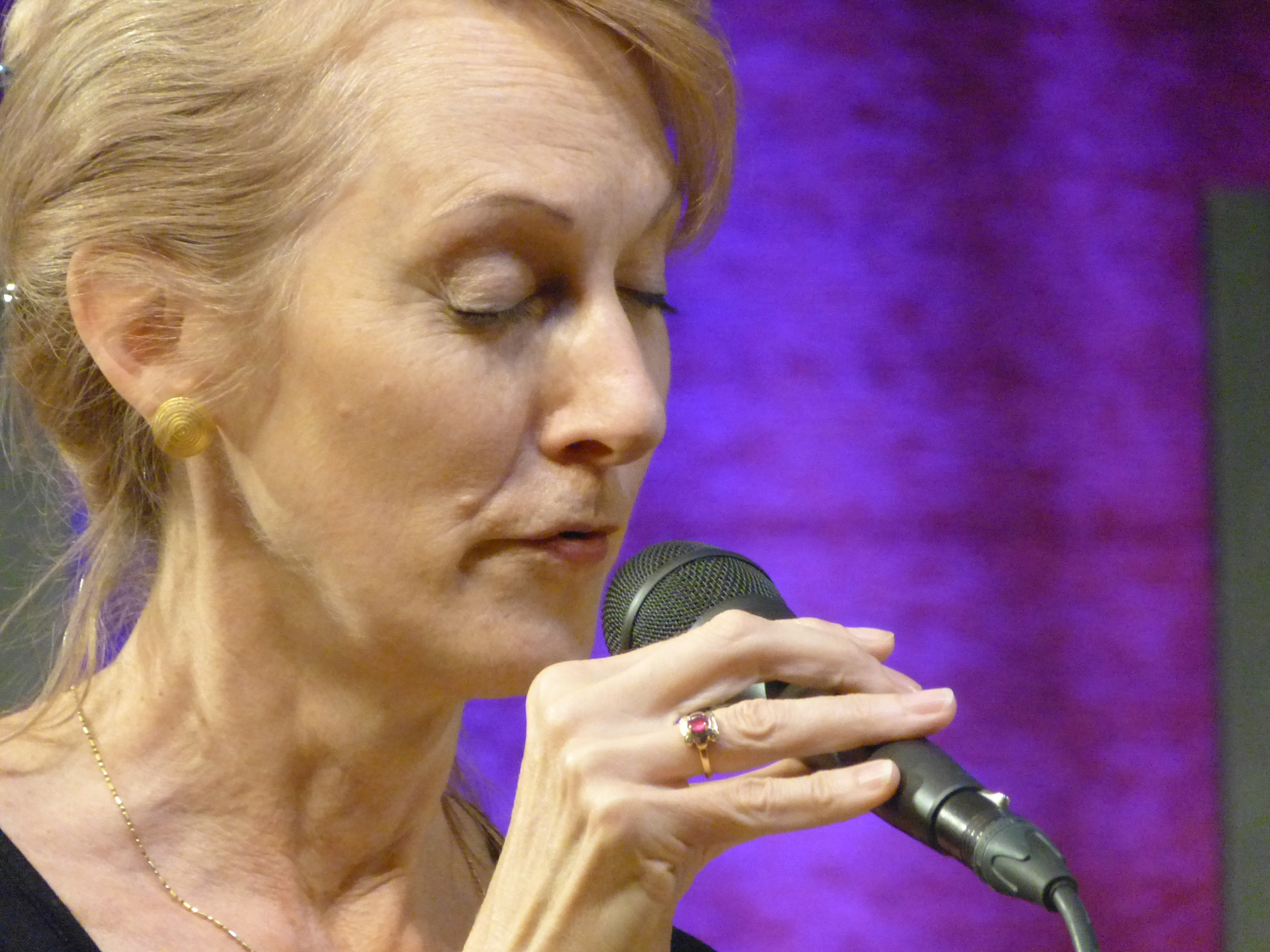
Lauren Newton (2015 im Loft Köln)

Als Schauspielerin und Komponistin trat die Sängerin sowohl am Stadttheater Freiburg im Breisgau  („Aus dem Leben der Insekten“) und am Wiener Burgtheater („Die Vögel“) hervor. Als Sängerin und Schauspielerin war sie in dem Kurzfilm „Sisi auf Schloß Gödöllö“ von Christian Frosch (1994) zu sehen.
Daneben setzte sie Adriana Hölszkys Kommentar für Lauren um und führte weitere Werke des 20. Jahrhunderts von Hans-Joachim Hespos, Bernd Konrad, Hannes Zerbe, aber auch Wolfgang Dauner auf. Zwischen 1983 und 1999 arbeitete sie in Konzerten und für CD-Produktionen mit Ernst Jandl an der musikalischen Umsetzung seiner Gedichte. Ihr Plattendebüt Timbre mit David Friedman, Thomas Stabenow und Manfred Kniel (1982, wiederveröffentlicht auf CD als Filigree) erhielt den Preis der deutschen Schallplattenkritik für das Jahr 1983. 1993 war sie als Solistin an Henning Schmiedts Bearbeitung der Kindertotenlieder Mahlers beteiligt. Weiterhin arbeitete sie mit Fritz Hauser, Peter Kowald, Jon Rose, Joachim Kühn, Anthony Braxton, Eckard Koltermann, dem Südpool-Ensemble unter Herbert Joos bzw. Bernd Konrad, Peter Schärli, Masahiko Satō, Phil Minton, Tetsu Saitō und der Pianistin Aki Takase. Immer wieder nahm sie mit der Bassistin Joëlle Léandre auf, mit der CDs wie 18 Colours (1997), Out of Sound (2002, mit Urs Leimgruber), Face It (2005) oder Conversations (2012) entstanden, aber auch Festivalsauftritte; mit Myra Melford erweiterte sich dieses langjährige Duo gelegentlich (Stormy Whispers, 2020). 2006 legte sie eine erste Solo-CD Soundsongs vor.
Zusammen mit ihrem Ehemann Koho Mori-Newton arbeitete sie an vielen interdisziplinären Projekten, u. a. auch mit dem Schweizer Architekten Peter Zumthor. 
Nach einer Gastprofessur an der Universität für Musik und darstellende Kunst Graz und Lehraufträgen an der Universität der Künste Berlin und der Folkwang Hochschule wurde sie 2002 als Professorin für Jazzgesang und frei improvisierte Musik an die Musikhochschule Luzern bestellt, wo sie bis 2019 lehrte.

## Preise und Auszeichnungen
Das Hörspiel Geh dicht dichtig!, ein fiktiver Dialog zwischen Elfriede Gerstl und Ruth Johanna Benrath mit Lautimprovisationen von Lauren Newton, wurde von der Jury der Deutschen Akademie der Darstellenden Künste zum Hörspiel des Jahres 2019 gewählt. 2022 erhielt sie den Sonderpreis des Jazzpreises Baden-Württemberg für ihr Lebenswerk, der ihr bereits 2020 zuerkannt worden war: Beeindruckend konsequent habe sie „der Stimme im Jazz eine neue künstlerische Perspektive eröffnet und sie damit aus der Enge des Liedgesangs befreit.“

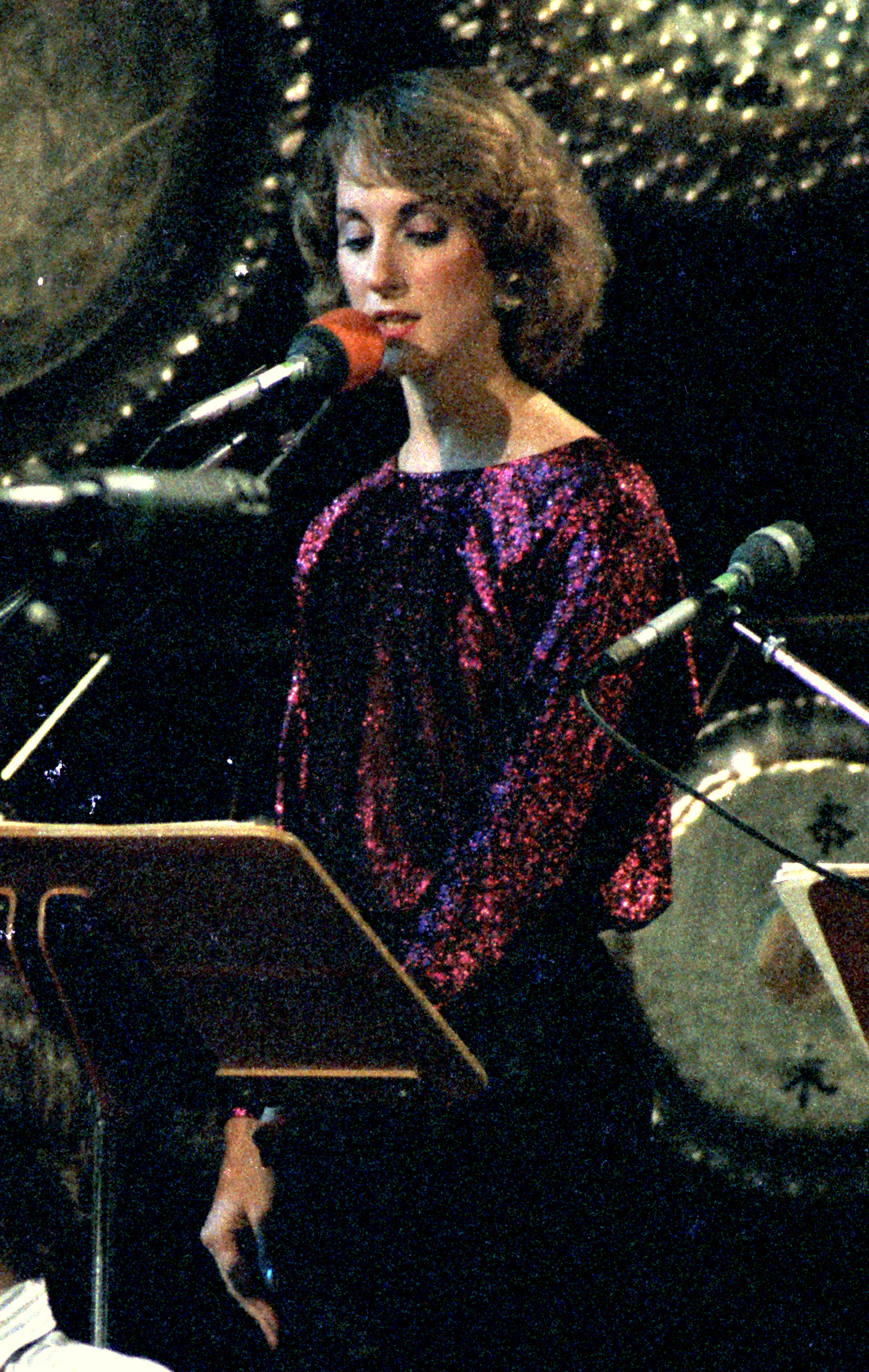
Lauren Newton 1985 beim NDR Jazzkonzert in Hamburg

## Schriften
- Vocal Adventures. Free Improvisation in Sound, Space, Spirit and Song. Wolke-Verlag, Hofheim 2022. ISBN 978-3-95593-116-2.